# Ernst-Joachim Hickl

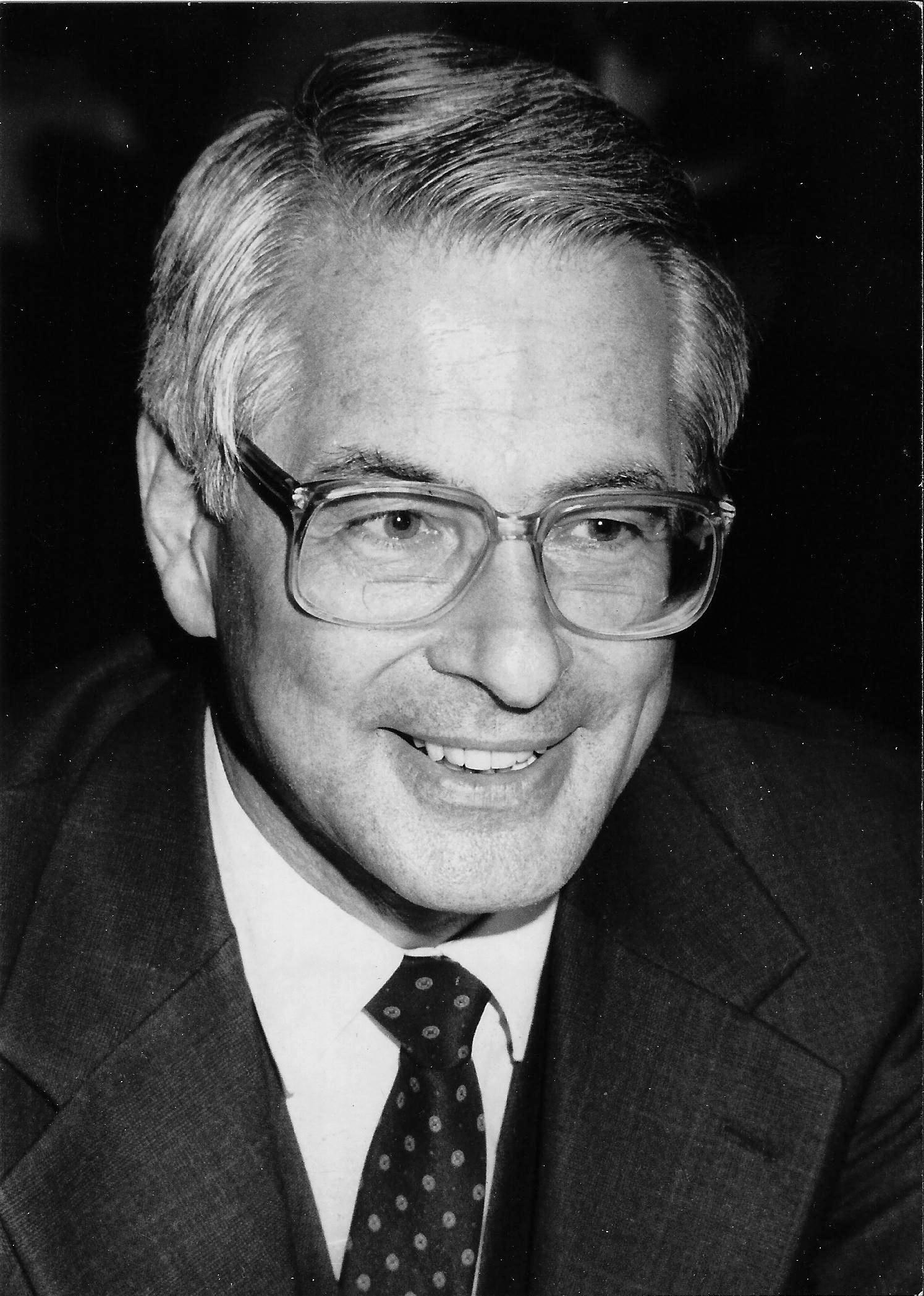
Ernst-Joachim Hickl, ca. 1990

Ernst-Joachim Hickl (* 18. Januar 1931 in Nürnberg; † 16. Januar 2010 in Hamburg) war ein deutscher Gynäkologe und Geburtshelfer.

## Leben und Wirken
Hickl wurde 1931 in Nürnberg geboren. Er studierte Medizin an den Universitäten Erlangen, München und Freiburg. Während seines Studiums in Erlangen wurde er im Winter-Semester 1949/50 Mitglied der Burschenschaft der Bubenreuther. Nachdem er 1955 promoviert wurde, absolvierte er zunächst eine Ausbildung am Physiologischen Institut in München unter Richard Wagner. Im Jahre 1958 wechselte er an die I. Frauenklinik der Universität München, wo er seine Ausbildung zum Facharzt für Gynäkologie und Geburtshilfe unter Werner Bickenbach und Josef Zander erhielt. 1965 habilitierte sich Hickl und wurde 1971 zum Professor ernannt. 1972 ging er nach Hamburg, wo er als Nachfolger von Hanns Dietel die Frauenklinik und Hebammen-Lehranstalt Finkenau bis zu seinem beruflichen Ruhestand 1996 leitete.
Hickl war Vorsitzender der Hamburger Geburtshülflichen Gesellschaft, 1984 Vorsitzender der Nordwestdeutschen Gesellschaft für Gynäkologie (NGGG), von 1988 bis 1990 war er Präsident der Deutschen Gesellschaft für Gynäkologie und organisierte deren ersten gesamtdeutschen Kongress 1990 in Hamburg. Die DGGG und die NGGG ernannten ihn später zum Ehrenmitglied.
Der Schwerpunkt Hickls wissenschaftlicher Arbeit lag auf der Schwangerschaftspathologie und Perinatologie. Er setzte sich für die Senkung der Mütter- und Neugeborenensterblichkeit ein. Die Einbeziehung der zunehmenden forensischen Probleme machte ihn zu einem gefragten Sachverständigen auf dem Gebiet der Begutachtung von Schadensklagen. Als Vorsitzender der Arbeitsgemeinschaft Medizinrecht hat Hickl mit Rechtswissenschaftlern Empfehlungen und Richtlinien zur Vermeidung ärztlicher Kunstfehler erarbeitet.
Ernst-Joachim Hickl verstarb im Januar 2010 zwei Tage vor seinem 79. Geburtstag in Hamburg.

## Schriften (Auswahl)
- Ernst-Joachim Hickl: Fluoreszenzmikroskopische Untersuchungen am fixierten Vaginalausstrich. Dissertation, Friedrich-Alexander-Universität Erlangen-Nürnberg 1955
- Ernst-Joachim Hickl: Die perinatale Notsituation der Frucht: Experimentelle Analyse des "fetal distress". Habilitationsschrift, Ludwig-Maximilians-Universität München 1965
- Ernst-Joachim Hickl: Vergleichende Blutgasanalysen beim Feten sub partu: Experimentelle Untersuchungen zur Frage der prognostischen Bedeutung von pH und pO2. Karger-Verlag, Basel 1968
- Ernst-Joachim Hickl: Angewandte Perinatologie. Urban und Schwarzenberg, Berlin 1974, ISBN 3-541-06161-8
- Ernst-Joachim Hickl: Aktuelle Probleme in der klinischen Geburtshilfe und Gynäkologie. Thieme-Verlag, Stuttgart 1989, ISBN 3-432-98261-5